# 小行星2221
小行星2221（2221 Chilton）是一颗绕太阳运转的小行星，为主小行星带小行星。该小行星于1976年8月25日发现。
該小行星以美國業餘天文學家理查德·尤金·麥克洛斯基（Richard Eugene McCrosky）的妻子讓·奇爾頓·麥克洛斯基（Jean Chilton McCrosky）命名。

## 轨道参数
小行星2221的轨道半长轴为2.5911968 UA，离心率为0.139。